# Гагаріна Софія Андріївна
Княгиня Софія Андріївна Гагаріна, до шлюбу Дашкова (нар. 25 червня 1822 — пом. 10 грудня 1908) — фрейліна двору (16.04.1841), дружина обер-гофмейстера князя Г. Г. Гагаріна; кавалерственна дама ордену Святої Катерини (16.04.1871) і статс-дама двору (14.05.1896).

## Біографія
Дочка сенатора Андрія Васильовича Дашкова (1790—1865) від його шлюбу з Анастасією Петрівною Дмитрієвою-Мамоновою (1801—1834). З 1830 року жила з батьками і зі старшим братом Василем у Рязані, де батько родини виконував посаду губернатора. Після ранньої смерті матері виховувалася в Єкатерининському інституті в Петербурзі, який закінчила в 1841 році з золотим шифром великої величини. Відразу після випуску була призначена фрейліною до цісарівни Марії Олександрівні.
Мила і приємної зовнішності Дашкова користувалася успіхом у світі і була предметом самої палкої пристрасті великого князя Олександра Миколайовича. Втім, ці захоплення майже завжди закінчувалися виключно обожнюванням фрейлінами своєї Государині, так було і з Дашковою. У 1847 році вона супроводжувала цісарівну в поїздці в Дармштадт, звідти на води в Кіссенген, а після в Штутгарт. Під час подорожі Софія зблизилася з вдівцем князем Григорієм Григоровичем Гагаріним (1810—1893), яких приїхав на води з маленькою донькою. При чому їх швидкоплинному союзу сприяла гофмейстерина двору ясновельможна княгиня К. В. Салтикова. Вона добре знала всі позитивні якості Дашкової і вважала, що вона зможе замінити маленької Риті (Катерині) Гагаріній рідну матір.
Отримавши дозвіл імператора, князь Гагарін зробив пропозицію і 17 серпня 1847 року в Дармштадті вінчався з Софією Дашковою. Поет Ф. І. Тютчев повідомляв дружині:
Сьогодні Василь Жуковський присутній на весіллі Григорія Гагаріна, який одружується на самій темнолицій дівчині, яку я коли-небудь бачив.

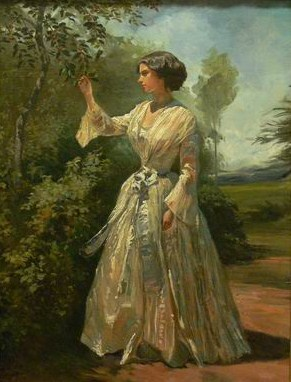
Софія Андріївна в саду на портреті чоловіка (1849)

У 1848 році у званні флігель-ад'ютанта князь Гагарін був відряджений на Кавказ. Через Грецію і Туреччину із заїздом в Москву (де жив А. В. Дашков), Гагаріни прибули в Тифліс. За словами сучасника, приїзд подружжя Гагаріних стало досить важливою подією в житті тифліського суспільства. «Чоловік, як художник, змушував милуватися витвором свого пензля. Дружина… ходила пішки під руку з чоловіком, носила коротке волосся, візитні картки її були без герба з простим написом: кн. Гагаріна, уроджена Дашкова, без імені та по батькові; було в них багато і інших милих незвичайностей. Будинок Гагаріних був люб'язний і приємний у Тифлісі, хоча публіка приходила туди з острахом і обережністю, боячись витонченого смаку та напрямку царюючого в їх сімействі». О. М. Дондуков-Корсаков згадував, що княгиня Софія Андріївна, «дуже молода і гідна жінка, вся віддана почуття свого обов'язку і материнським обов'язкам, служила на той час найкращою прикрасою тифліського суспільства. Непритворна простота її в поводженні, з чудовою освітою, позитивно привертала до неї загальну повагу». Обдарована чудовим драматичним талантом, вона грала на сцені Тифліського театру, побудованого за проектом її чоловіка. «Природність і осмисленість її гри були чудові». До Петербургу Гагаріни повернулися лише у 1854 році.
Після коронації Олександра II вони ненадовго їздили в Париж, де був створений портрет Софії Андріївни кисті Вінтерхальтера. Після повернення в Росію і з призначенням чоловіка в 1859 році віце-президентом Академії мистецтв, Софія Андріївна з дітьми проживала в квартирі в будинку академії, де приймала по п'ятницях. Привітність подружжя Гагаріних, за словами К. Ф. Головіна, надавала їх будинку особливого шарму. При кожній зустрічі княгиня особливо раділа, ніби бажала побачити саме того, з ким їй доводиться розмовляти, і це була зовсім не банальна люб'язність. Тільки вона вміла розподілити гостей так, що всім було комфортно.
Імператор Олександр II підтримував з сім'єю Гагаріних тісні дружні відносини і неодноразово доводив їм свою милість. У 1871 році він пожалував Софію Андріївну в кавалерственні дами ордену Св. Катерини (малого хреста). Княгиня займала посаду помічниці попечительки у притулку, заснованому на пам'ять про цесаревича Миколи Олександровича, перебувала при імператриці Марії Олександрівні як лекторка і значилася нарівні зі своїм чоловіком почесним членом Академії Мистецтв.

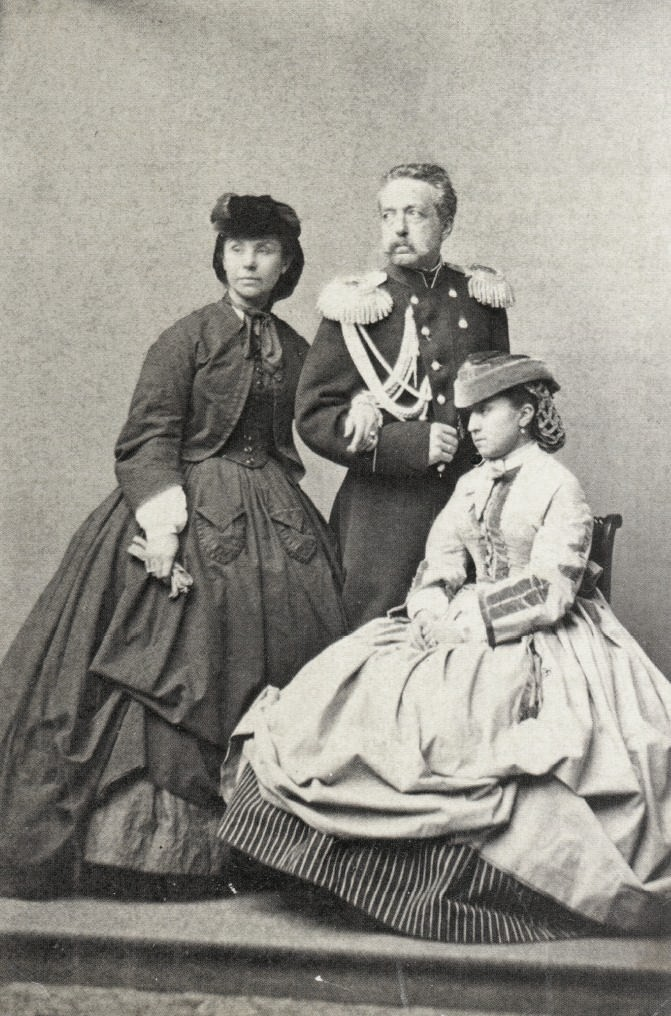
Гагаріни з дочкою Катериною

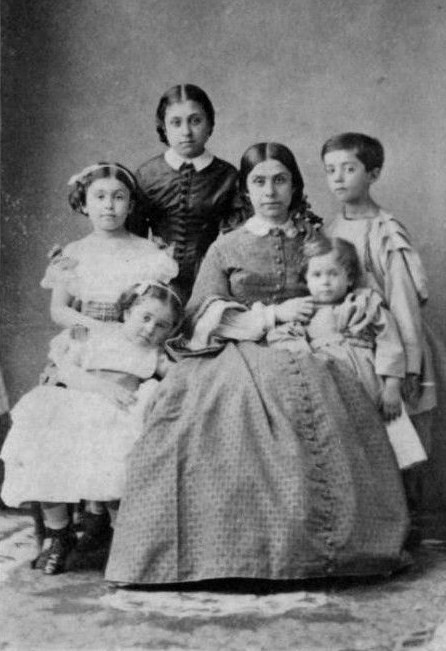
Княгиня Софія Андріївна Гагаріна з дітьми: Катериною (1845—1920), Марією (1851—1941), Анастасією (1853—1876), Григорієм (1850—1918) і Андрієм (1856—1920).

У 1880 році ім'я княгині Гагаріної разом з графинею де Мойра і княгинею  М. А. В'яземською, фігурувало в «історії з трьома жінками», коли розраховуючи на їх дружбу, Олександр II почергово звернувся до кожної з проханням прийняти запрошення на обід до  княгині Юр'ївської. Софія Андріївна виявилася єдиною, хто відмовився, мотивуючи це тим, що не може виїжджати в світ після потрясіння від смерті дочки. Розуміючи справжню причину її відмови, імператор, як говорили, страшенно розлютився. Але після того як у грудні 1881 року в ташкентській експедиції був убитий зять Гагаріних граф  П. М. Орлов-Денисов, імператор змилостивився, він замовив панахиду по покійному і засвідчив Гагаріним найглибшу симпатію. Це була їхня остання зустріч. Підтримуючи чоловіка у всіх його справах, Софія Андріївна разом з ним багато подорожувала Італією, Францією та Німеччиною. Відвідували вони Каїр, Афіни і Константинополь, але майже щоліта воліли проводити в своєму улюбленому маєтку в  Карачарово. Гостював у 1880-х роках у Гагаріних в садибі  архієпископ Савва. Він згадував, що обидва подружжя були примітними:

Князь не без труднощів міг говорити російською мовою, під час розмови з ним він більше був схожий на іноземця, аніж на росіянина. Княгиня була особою, безперечно, розумною, освіченою та релігійною; одне мені в ній не дуже подобалося — це гаряча прихильність до відомого сектанта Василя Пашкова.
Після смерті чоловіка (він помер в 1893 році в Шательро) княгиня Гагаріна проживала в Петербурзі і користувалася великою повагою у суспільстві. У травні 1896 року, під час коронації імператора Миколи II, була пожалувана в статс-дами. Дбайливо зберігаючи весь художній матеріал, що залишився після смерті чоловіка, а також його бібліотеку, вона передала в дар в 1898 році в нововідкритий Російський музей імператора Олександра III. Померла 1908 року в Петербурзі і за її заповітом була похована поряд із чоловіком у сімейному некрополі в маєтку Карачарово Тверської губернії.

## Родина
Крім падчерки Катерини (1845—1920; в шлюбі Муханова), яку Софія Андріївна любила і виховала як рідну дочку, у шлюбі мала трьох синів:
- Григорія (1850—1918),
- Андрія (1856—1920)
- Олександра (1858—1864);

і трьох дочок:
- Марію (1851—1941; фрейліна, дружина з 1871 року М. М. Раєвського),
- Анастасію (1853—1876; з 1875 року дружина графа П. М. Орлова-Денисова),
- Ніну (1861—1861).